# Bataille de Lubartów (1863)
Insurrection de Janvier
Batailles
- Ciółkowo (pl)
- Szydłowiec (pl)
- Lubartów
- Węgrów (pl)
- Rawa (pl)
- Sosnowiec (pl)
- Siemiatycze (pl)
- Słupcza (pl)
- Świętym Krzyż (pl)
- Miechów (pl)
- Staszów (pl)
- Krzywosądz (pl)
- Nowa Wieś (pl)
- Dobrą (pl)
- Małogoszcz (pl)
- Panki (pl)
- Myszków (pl)
- Pieskowa Skała (pl)
- Skała (pl)
- Chroberz (pl)
- Grochowiska (pl)
- Igołomią (pl)
- Radoszewice et Kiełczygłów (pl)
- Krasnobród (pl)
- Praszka (pl)
- Buda (pl)
- Borowe Młyny
- Ginietyny (pl)
- Golczowice (pl)
- Wąsosz (pl)
- Jaworznik (pl)
- Nowa Wieś (pl)
- Pyzdry (pl)
- Kobylanką (pl)
- Stok (pl)
- Krzykawka (pl)
- Biržai (pl)
- Ignacewo (pl)
- Huta Krzeszowska (pl)
- Horki (pl)
- Koniecpol (pl)
- Salicha (pl)
- Chruślina (pl)
- Nagoszewo (pl)
- Lututów (pl)
- Komorów (pl)
- Janów (pl)
- Ossą (pl)
- Chruślina (pl)
- Depułtycze (pl)
- Żyrzyn (pl)
- Złoczew (pl)
- Złoczew (pl)
- Fajsławice (pl)
- Sędziejowice (pl)
- Kruszyna (pl)
- Panasówka (pl)
- Sowiej Górze (pl)
- Małogoszcz (pl)
- Czarnca (pl)
- Mełchów (pl)
- Wiewiec (pl)
- Rybnica (pl)
- Opatów (pl)
- Mierzwin (pl)
- Huta Szczeceńska (pl)
- łży (pl)
- Lipa (pl)
- Opatów (pl)
- Bebelno
- Żeleźnica

La bataille de Lubartów s'est déroulée dans la nuit du 22 au 23 janvier 1863 pendant l'Insurrection de Janvier en Pologne. C'est l'un des premiers affrontements de cette insurrection. 
Plusieurs centaines d'insurgés polonais sous le commandement de Michał  Malukiewicz ont planifié une attaque sur la garnison russe de Lubartów et sur un parc d'artillerie russe à Skorbów. La troupe polonaise récemment mobilisée était mal équipée. Une grande partie des insurgés possédait des faux en guise d'arme. 
A Skrobów, l'objectif devait être la capture des canons d'artillerie. Cependant l'attaque n'a pas réussi et des gardes russes ont pu rejoindre la garnison de Lubartów pour donner l'alerte. Les insurgés polonais ont perdu l'effet de surprise et les russes ont pu se réorganiser efficacement.  
Après avoir tenté un assaut sur les positions russes, les Polonais ont été repoussés et ils ont trouvé refuge dans les bois environnants. Les insurgés laissent sur le champ de bataille quelques morts.  

## Littérature
- Mała Encyklopedia Wojskowa, Wydawnictwo Ministerstwa Obrony Narodowej, Warszawa 1967, Wydanie I, Tom 2
- J. Tomczyk, Lubartów w powstaniu styczniowym, [w:] Lubartów. Z dziejów miasta i regionu, red. S. Tworek, Lublin 1977, s. 281-288.
- W. Śladkowski, Lubartów i terytorium powiatu lubartowskiego w powstaniu styczniowym, [w:] Lubartów i Ziemia Lubartowska, Lubartów 2013, s. 43-55.